# 샴페인

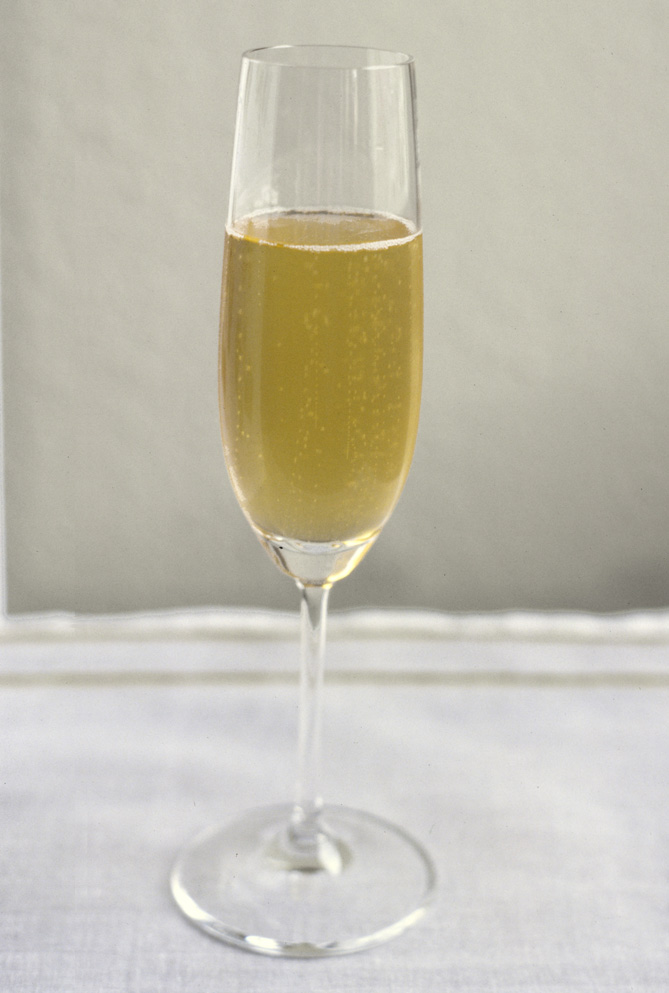
샴페인 전용잔

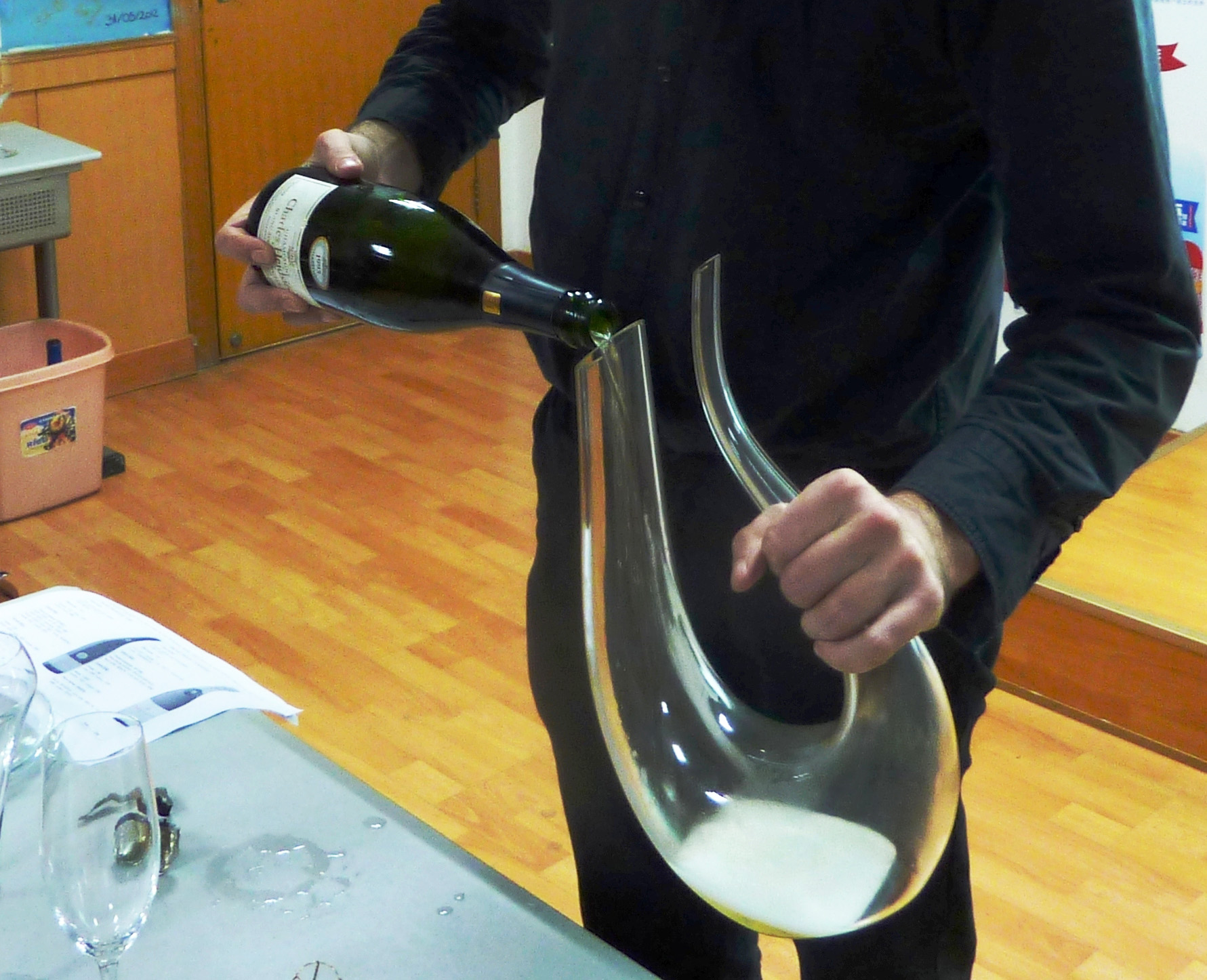
샴페인 샤르도네

샴페인(Champagne, 문화어: 샴팡)은 프랑스의 지역명 샹파뉴의 영어식 표현이다. 샹파뉴 지역에서 생산되는 발포성 포도주는 세계적으로 유명하다. 오늘날 샴페인은 "고급"과 "축제"의 이미지를 가지고 있다.
샹파뉴 지역은 발포성 포도주가 아닌 코토 샹피누아(Coteaux Champenois)라는 이름의 AOC를 사용하는 일반 포도주도 생산한다.
샹파뉴 지역의 발포성 포도주는 짧게 샴페인이라고도 불린다. 샴페인은 샤르도네, 피노 누아(pinot noir), 피노 무니에(pinot meunier)로 만들어지지만, 법은 다른 품종은 조금 섞는 것을 허용한다.
흔히 샹파뉴 이외 지역의 발포성 포도주도 샴페인이라고 부르고 있다. 유럽 연합 등에서는 자국의 이익을 위해 샴페인에 지리적표시제를 적용시켜 샹파뉴 지역 이외에서 생산된 제품에 대해 샴페인이라는 말을 쓰지 못하게 하고 있다.

## 제조

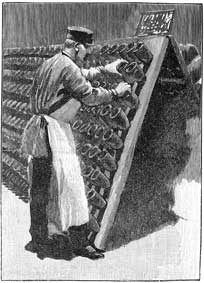
르 르뮈외르(Le Remueur): 매일 각 병을 돌리는 작업에 종사하는 남자의 1889년 조각

샴페인은 méthode champenoise 또는 méthode classique로 알려진 전통적인 방법으로 생산된다. 1차 발효와 병입 후에는 병 안에서 2차 알코올 발효가 일어난다.  이 2차 발효는 병에 몇 그램의 효모 사카로미세스 세레비시아 효모와 얼음사탕을 추가하여 유도된다. 하지만 각 브랜드에는 고유한 비법이 있다. 원산지 통제 명칭에 따르면 모든 맛을 완전히 개발하려면 최소 1.5년이 필요하다. 수확량이 예외적인 해에는 제조년도가 선언되고 일부 샴페인은 여러 해의 수확물을 혼합한 것이 아닌 단일 빈티지(빈티지 샴페인)의 제품으로 만들어지고 라벨이 붙는다. 이는 샴페인이 매우 좋고 최소 3년 동안 숙성되어야 함을 의미한다. 이 기간 동안 샴페인 병은 맥주병에 사용되는 것과 유사한 크라운 캡으로 밀봉된다.
숙성 후에는 르뮈아즈(remuage)라는 과정을 통해 수동 또는 기계적으로 병을 조작하여 찌꺼기가 병 목에 자리잡게 한다. 이후 병을 식힌 후 병목을 얼리고 뚜껑을 제거한다. 이 과정을 데고르주망(disgorgement)이라고 한다. 병 안의 6bar 압력은 찌꺼기를 포함한 얼음을 밀어낸다. 병 안의 농도를 유지하고 완성된 와인의 단맛을 조절하기 위해 이전 빈티지의 일부 와인과 추가 설탕(le dosage)을 첨가한다. 그런 다음 병을 빠르게 코르크로 막아 용액 내 이산화탄소를 유지한다.

### 기포

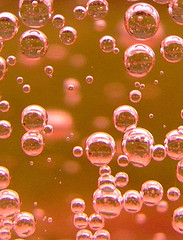
로제 샴페인의 기포

샴페인을 부을 때 마른 잔에 닿으면 처음에 기포가 터진다. 이러한 기포는 핵 생성을 촉진하는 유리의 불완전성이나, 고속 비디오 카메라로 촬영한 것처럼 닦고 말리는 과정에서 남은 셀룰로스 섬유에 최소한으로 형성된다. 그러나 초기 형성 이후, 이러한 자연적으로 발생하는 불완전성들은 일반적으로 너무 작아서 액체의 표면 장력이 이러한 미세한 불규칙성을 매끄럽게 하기 때문에 지속적으로 핵 생성 지점으로 작용할 수 없다. 지속적인 발포의 원천으로 작용하는 핵 생성점들은 유리의 자연적인 결함이 아니라 실제로 제조사 또는 고객에 의해 에칭된 곳에서 발생한다. 이 에칭은 일반적으로 연속적인 기포 형성을 위한 핵 생성점들을 제공하기 위해 공예점의 산, 레이저 또는 유리 에칭 도구로 수행된다(모든 유리가 이러한 방식으로 에칭되는 것은 아님에 유의한다). 이 방법은 1662년 영국에서 개발되었으며, 왕립 학회의 기록에 나와 있다.
2009년 9월 28일 프랑스의 랭스 대학교와 독일의 뮌헨 환경건강연구소가 미국 미국국립과학원회보(PNAS)에 제출한 보고서에 따르면, 샴페인의 향과 맛을 느끼게 하는 주 역할은 샴페인을 잔에 따랐을 때 나오는 1000만개의 기포가 하는 것이라고 한다. 잔 안에 있는 기포들이 샴페인의 향을 내는 분자들을 위로 운반하여 공기중으로 확산시키기 때문에 코를 통하여 샴페인의 향과 맛을 느낄 수 있게 된다.
또 기포 속에는 샴페인의 다른 구성 물질보다 최대 30배 정도 맛을 높이는 화학 물질이 있는 것으로 조사되어 기포가 더욱 많이 발생하는 플루트 글라스를 이용하는 것이 좋다고 한다.
동 페리뇽은 원래 오빌레 수도원의 상관으로부터 기포를 없애라는 명령을 받았는데, 그 이유는 병 안의 압력으로 인해 지하 저장고에서 많은 병이 터졌기 때문이었다. 18세기 초에 스파클링 와인 생산이 증가하면서, 지하 저장고 근로자들은 병이 저절로 터져 부상을 입지 않도록 무거운 철제 마스크를 착용해야 했다. 한 병이 폭발하여 발생한 혼란은 연쇄 반응을 일으킬 수 있었고, 지하 저장고에서 이런 식으로 병의 20~90%를 잃는 것은 흔한 일이었다. 당시 알려지지 않았던 발효 및 탄산 가스 과정을 둘러싼 신비한 상황 때문에 일부 비평가들은 스파클링 와인을 "악마의 와인"이라고 불렀다.

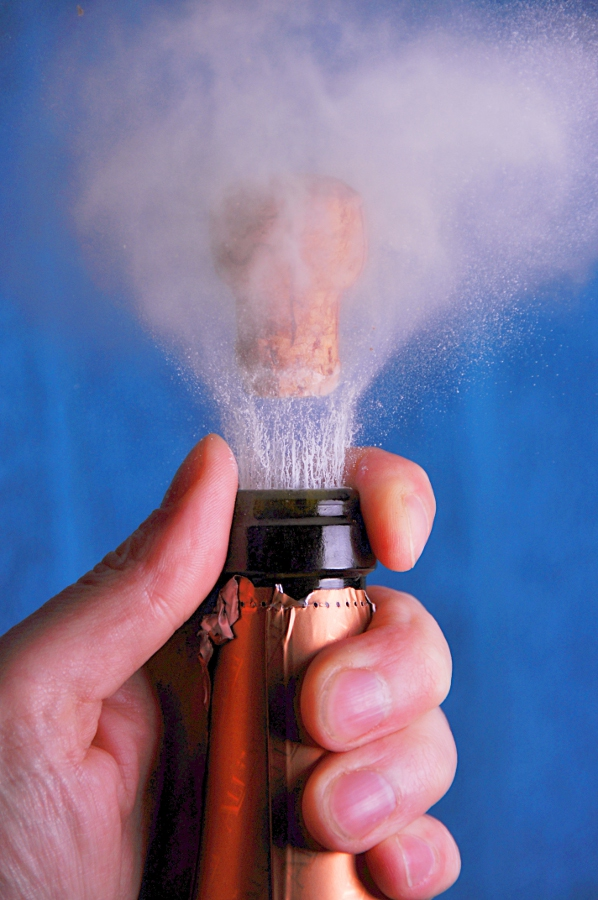
고속 카메라으로 포착한 샴페인 코르크 빼기

### 샴페인 생산자
샴페인에는 100개가 넘는 샴페인 하우스와 19,000개의 소규모 비네론(vignerons, 포도 재배 생산자)이 있다. 이 회사들은 이 지역에서 약 32,000 ha의 포도원을 관리한다. 샴페인 생산자 유형은 병에 적힌 공식 번호 뒤에 붙은 약어로 식별할 수 있다.:
- NM: Négociant manipulant. 이들 회사(대부분의 대형 브랜드 포함)는 포도를 구매하여 와인을 만든다.
- CM: Coopérative de manipulation. 회원인 재배자들로부터 모든 포도를 모아 와인을 만드는 협동조합.
- RM: Récoltant manipulant. (재배자 샴페인(Grower Champagne)이라고도 함) 자체 포도로 와인을 만드는 재배자(구매한 포도의 최대 5% 허용). 협동조합에서 병을 꺼내는 협동조합 회원은 이제 RC 대신 RM으로 자신을 표시할 수 있다.
- SR: Société de récoltants. 협동조합은 아니지만 샴페인을 공동으로 생산하는 재배자들의 협회
- RC: Récoltant coopérateur. 협동조합 회원이 협동조합의 이름과 라벨로 생산한 샴페인을 판매하는 경우
- MA: Marque auxiliaire or Marque d'acheteur. 생산자 또는 재배자와 관련이 없는 브랜드 이름. 예를 들어 슈퍼마켓과 같이 다른 사람이 이름을 소유하고 있다.
- ND: Négociant distributeur. 자신의 이름으로 와인을 판매하는 와인 상인

### 마케팅

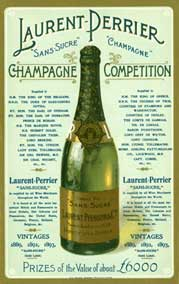
샴페인을 홍보하는 에드워드 시대의 영국 광고. 영예와 왕실 술꾼을 나열함.

19세기에 샴페인은 당시의 정치적 사건을 기념하기 위해 생산되어 홍보되었다. 예를 들어 1893년의 프랑스-러시아 동맹, 프랑스 혁명 100주년을 기념하는 테니스 코트 서약 등이 있다. 샴페인을 민족주의 이념으로 판매함으로써, 네고시앙(négociant)은 샴페인을 여가 활동 및 스포츠 이벤트와 연관시키는 데 성공했다. 또한, 네고시앙은 스파클링 와인의 다양한 품질을 소개하고, 샴페인 브랜드를 왕족과 귀족과 연관시키고, 프랑스 수입업체의 이름으로 오프 브랜드를 더 낮은 비용으로 판매함으로써 더 광범위한 소비자에게 샴페인을 성공적으로 어필했다. "싼 스파클링 와인은 진짜가 아니다"는 가정이 있었기 때문에 저렴한 비용으로 오프 브랜드 제품을 판매하는 것은 실패로 끝났다. 벨 에포크 시대의 시작부터 끝까지 샴페인은 틈새 시장을 대상으로 한 지역 제품에서 전 세계적으로 유통되는 국가적 상품으로 전환되었다.
샴페인의 인기가 높은 요인은 샴페인 생산자들이 와인 이미지를 왕족과 귀족의 음료로 마케팅하는 데 성공했기 때문이다. 1890년대 후반 로랑페리에의 광고에서는 자사 샴페인이 벨기에의 레오폴드 2세, 그리스의 조지 1세, 작센코부르크고타 공작 알프레드, 케임브리지 후작부인 마가렛 케임브리지, 제3대 더럼 백작 존 램튼을 비롯한 귀족, 기사, 군 장교들의 사랑을 받았다고 자랑했다. 이러한 왕족의 명성에도 불구하고 샴페인 하우스는 샴페인을 누구나, 어떤 경우에도 즐길 수 있는 사치품으로 묘사했다. 이 전략은 효과가 있었고, 20세기 초에는 샴페인을 마시는 사람의 대부분이 중산층이었다.
19세기에 샴페인 생산자들은 와인을 여성에게 마케팅하기 위해 집중적인 노력을 기울였다. 이는 더 단 샴페인을 여성과 연관시키고, 드라이 샴페인을 남성과 외국 시장과 연관시킴으로써 이루어졌다. 이는 프랑스 와인, 특히 부르고뉴와 보르도가 지닌 전통적인 "남성적 분위기"와는 극명한 대조를 이루었다. 로랑-페리에가 다시 이 분야에서 선두를 차지했는데, 더들리 백작 부인, 스탬포드 백작의 아내, 톨레마슈 남작의 아내, 오페라 가수 아델리나 파티가 와인을 좋아한다는 광고를 내보냈다. 샴페인 라벨은 낭만적인 사랑과 결혼, 그리고 어린이의 세례와 같이 여성에게 중요하다고 여겨지는 다른 특별한 행사의 이미지로 디자인되었다.
일부 광고에서 샴페인 양조업체는 정치적 이익을 위해 광고에 참여했는데, 예를 들어 1789년 프랑스 혁명 100주년을 기념하는 병에 각기 다른 브랜드의 라벨을 부착하기도 했다. 일부 라벨에는 마리 앙투아네트의 아첨하는 이미지가 있었는데, 이는 전 여왕을 순교자로 보는 프랑스 시민의 보수적인 파벌에 어필했다. 다른 라벨에는 프랑스 시민의 자유주의적 좌파 감정에 어필하는 혁명 장면의 감동적인 이미지가 있었다. 1차 세계 대전이 다가오자 샴페인 하우스는 병에 군인과 국가의 국기 이미지를 넣었고, 와인을 수입한 각 국가에 맞게 이미지를 맞춤화했다. 드레퓌스 사건 당시, 한 샴페인 하우스는 프랑스 일부 지역을 강타한 반유대주의의 물결을 이용하기 위해 반유대주의 광고가 있는 샴페인 앙티쥐프(champagne antijuif)를 출시했다.
샴페인은 일반적으로 축하 행사 때 마신다. 예를 들어, 영국 총리 토니 블레어는 런던이 2012년 하계 올림픽 개최권을 획득한 것을 축하하기 위해 샴페인 리셉션을 열었다. 또한 선박을 진수할 때 병을 선체에 휘둘러 깨트려 선박을 진수하는 데 사용된다. 병이 깨지지 않으면 종종 불운하다고 여겨진다.

## 같이 보기
- 블랙 코린트 (샴페인 그레이프)